# Niżni Łomnicki Karb
Niżni Łomnicki Karb (słow. Lomnická priehyba) – dość płaska przełęcz w górnym fragmencie południowej grani Łomnicy w słowackiej części Tatr Wysokich. Oddziela od siebie Łomnickiego Kopiniaka na północy i Łomnicką Kopę na południu. Siodło jest położone tuż obok tego ostatniego wzniesienia.
Przełęcz jest wyłączona z ruchu turystycznego. Najdogodniejsze drogi dla taterników prowadzą na Niżni Łomnicki Karb od południowego wschodu z Łomnickiej Przełęczy. Trudniejsze są drogi granią północną i zachodnimi ścianami grani ze Żlebu Téryego.
Najłatwiejsze drogi na Niżni Łomnicki Karb były znane od dawna.